# アヴェ・マリス・ステラ
アヴェ・マリス・ステラ （ラテン語原題：Ave Maris Stella）は、聖マリアを讃えるイムヌスである。「めでたし、海の星」の意味。その起源は不明であるが、少なくとも8世紀頃に遡る。
「海の星」とはカトリック教会の伝統では、聖母マリアを指すが、この星は、地中海東岸より見た西の海に輝く星、宵の明星つまり金星であるとする解釈がある。
カトリック聖歌集544番、545番。
また、「アヴェ・マリス・ステラ」はアカディアの国歌でもある。

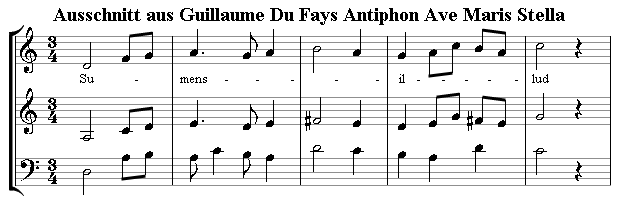
ギヨーム・デュファイによるアンティフォナ （「アヴェ・マリス・ステラ」第2連冒頭部）

## ラテン語の詩
ラテン語の詩として、次のような四行詩を一連として、七連で構成される。
Ave, Maris stella

Déi mater alma

Atque semper Virgo

Félix caeli porta

Sumens illud Ave

Gabriélis ore

Funda nos in pace

Mutans Evae nomen

Solve vincla reis

Profer lumen caecis

Mala nostra pelle

Bona cuncta posce

Monstra te esse matrem

Sumat per te preces

Qui pro nobis natus

tulit esse tuus

Virgo singularis

Inter omnes mitis

Nos culpis solutos

Mites fac et castos

Vitam praesta puram

Iter para tutum

Ut videntes Jesum

Semper collaetemur

Sit laus Deo Patri

Summo Christo decus

Spiritui sancto

Tribus honor unus

### 日本語での大意
最初の連と次の連は、直訳的に意味を示すと、概ね次のようになる。
めでたし、海の星
いと優しき神の御母
かくて、常に乙女なる
祝福された天の扉
めでたしの言葉を
ガブリエルの口より受け
我らに平和を与えたまえ
エヴァの名を変えられて
これに続く連における詩句は、大意としては次のような意味である。
罪の鎖より解放し、盲人に光を与え、我らの悪を去らせ、すべて良きものを与えたまえ
汝、御母なることを示したまえ、汝を通じ、救いのため生まれしイエズスが祈りを聞き給うよう
霊妙にして、何にもまして柔和なる乙女よ、罪の赦しにあって、我らをも柔和で清らかとなし給え
最後の連は、この詩に固有のものというより、キリスト教信仰における教義詩句である。三位一体を賛美してうたっている。
榮光あれ、父なる神に
至高の王たるキリストに
そして聖霊において
三一の神に栄誉あれ

### 後世の音楽への影響
この聖歌の旋律を元にして作曲することが、中世から現代に至るまで多くの作曲家によって行われてきた。ルネサンス時代にはポリフォニー音楽の定旋律として声楽器楽を問わず広く用いられた。ギヨーム・デュファイ、ジョスカン・デ・プレ、トマス・ルイス・デ・ビクトリア、アントニオ・デ・カベソン等、この聖歌に基づく作品を残した作曲家は枚挙にいとまがない。バロック時代でもクラウディオ・モンテヴェルディ、ジローラモ・フレスコバルディ、ニコラ・ド・グリニー他、多くの作曲家が、この聖歌を元にした作品を残している。

## アカディアの国歌
「Ave, Maris Stella」は、カナダに存在する領域文化圏で、領土なき国家とも言えるアカディアの国歌として、1884年に制定された。アカディアの国旗は、基本的な形は、フランスの国旗と同じ三色旗である。しかしフランスの国旗と異なる点として、青地の部分に金色（黄色）の星が入っていることがある。この星が「海の星」に該当する。

アカディアの国旗

### 歌詞（フランス語）
Acadie ma patrie 

À ton nom je me lie 

Ma vie, ma foi sont à toi 

Tu me protégeras (Bis) 

Acadie ma patrie 

Ma terre et mon défi 

De près, de loin tu me tiens 
 
Mon cœur est acadien (Bis) 

Acadie ma patrie 

Ton histoire je la vis 

La fierté je te la dois 

En l'Avenir je crois (Bis) 

Ave Maris Stella 

Dei Mater Alma 

Atque Semper Virgo 

Felix Coeli Porta (Bis) 

### 歌詞（英語）
Acadia my homeland 

To your name I draw myself 

My life, my faith belong to you 

You will protect me 

You will protect me 

Acadia my homeland 

My land and my challenge 

From near, from far you hold onto me 

My heart as Acadian 

My heart as Acadian 

Acadia my homeland 

I live your history 

I owe you my pride 

I believe in your future 

I believe in your future 

Ave Maris Stella 

Dei Mater Alma 

Atque Semper Virgo 

Felix Coeli Porta 

Felix Coeli Porta 

### 日本語での大意
我が祖国、アカディア

汝の名に我は結ばれてある

我がいのち、我が信は汝に属す

汝は我を守りたまわん（ルフラン）

我が祖国、アカディア

我が土地、我が試練

近く、遠く、汝は我を支えん

我が心はアカディアの民（ルフラン）

我が祖国、アカディア

汝の歴史を我は生きる

汝は我が誇りの源

我は汝の未来を信ずる（ルフラン）

めでたし、海の星

いと優しき神の御母

かくて、常に乙女なる

祝福された天の扉（ルフラン）